# Baselice
Baselice (Vaséucë in dialetto baselicese) è un comune italiano di 2 026 abitanti della provincia di Benevento in Campania.

## Geografia fisica
Il centro abitato si trova a un'altitudine di 620 metri sul livello del mare.
Il suo territorio è compreso fra i 303 ed i 966 m s.l.m., pari a un'escursione altimetrica di 663 m s.l.m.
Il territorio si presenta per la maggior parte calcareo-argilloso ed un po' franoso sul versante adriatico.
Situato sulla sinistra del Fortore tra questo ed il suo tributario il Cervaro, in terreno molto ondulato, con la sua massima altitudine al monte S.Marco (1007 m s.l.m.).
Fino a non molto tempo fa il suo territorio era rinomato per due sorgenti di acque minerali; una ferruginosa in contrada Scaletta e l'altra sulfurea, detta Acqua di Puccini in contrada Costafilaccia.

## Storia
Sulla scorta di una solenne lapide rinvenuta, ma creduta falsa dal Mommsen, gli si fece derivare il nome da una basilica che si pensa nella zona edificata da Settimio Severo.
La sua prima forma onomastica apparsa in carte normanne è quella di Basilicae che si ripete fino agli Angioini, allorché incomincia a prodursi la forma di Castrum Basilicis, donde l'odierna Baselice.
Il nome potrebbe altresì, derivare dal bizantino Basilici, da cui derivò Basilicata perché viventi sotto le leggi bizantine così chiamate dall'imperatore Leone VI il Saggio detto il Sapiente o anche il Filosofo in omaggio al nome paterno Basilio il Macedone che le pubblicò.
A comprova di ciò, potrebbe stare il fatto che realmente allora questa contrada faceva parte della Capitanata che era sotto il dominio greco, e compresa nella soppressa diocesi di Civitate, di rito bizantino, come la diocesi di Morcone, a cui questi paesi furono aggregati in seguito.
Il nome, tuttavia, potrebbe essere derivato anche dal longobardo Basilicus titolo di chi recava gli ordini del sovrano (Borgia, I, 36).
Sempre sulla famosa lapide rinvenuta, si pensa che in contrada Porcara, sia esistita l'antica Murgantia città sannitica, detta da Livio: valida urbs (X, 17), presa d'assalto dal Console romano Publio Decio Mure, nel 296 a.C.
Nella diocesi e nella contea di Civitate fu dunque Baselice in principio, quando esisteva il casale di Monte Saraceno.
Poi tutti e due, continuando ad essere nel giustizierato di Capitanata, passarono in feudo ai fratelli Mastrali.
Quindi sotto gli Angioini una parte di Baselice, con il castello di Porcara, ora distrutto, passò alla Badia Sofiana di Benevento e l'altra a Santa Maria a Mazzocca di Foiano.
Il paese poi staccato da Porcara e da Monte Saraceno fece feudo a sé.
Nel 1727 una frana lo seppellì quasi per intero.
Verso i primi anni del XVIII secolo s'ingrossò degli abitanti dei villaggi di Porcara e Monte Saraceno ormai distrutti.
Fino al 1811 è appartenuto alla provincia di Capitanata, poi con Foiano passò al Molise, allorché venne dichiarato capoluogo di circondario fino al 1861, anno in cui passò alla provincia di Benevento.

### Simboli
Lo stemma e il gonfalone del Comune di Baselice sono stati concessi con decreto del presidente della Repubblica del 6 ottobre 1953.
Il gonfalone è un drappo partito di azzurro e di bianco.

## Monumenti e luoghi d'interesse
- Castello-Palazzo Lembo: dal 17 novembre 2011 è una delle 1000 meraviglie italiane, avendo ricevuto dal Forum Nazionale dei Giovani il bollino di meraviglia italiana, in occasione dell'iniziativa del 150º anniversario dell'Unità d'Italia.
- Palazzo dei baroni Petruccelli
- Chiesa di San Leonardo abate
- Chiesa Madonna delle Grazie (vi si trova la tomba del terribile feudatario del luogo Ottavio Carafa)
- Chiesa di Sant'Antonio e della Madonna dell'Assunta
- Museo di Paleontologia Mare Nostrum

## Società

### Evoluzione demografica
Abitanti censiti

## Cultura
Istruzione 
Nel comune sono presenti tutti i gradi di istruzione. La scuola dell'infanzia, la scuola primaria Padre Pio, site in Via Luigi Capuano, e la scuola secondaria di I° grado L. Capuano, sita in Via Borgo Oliveto, fanno parte dell'IC Leonardo Bianchi di San Bartolomeo in Galdo.
L'istruzione secondaria di 2º grado è erogata dall'anno scolastico 1969/1970 dall'Istituto Professionale per i Servizi Commerciali e Turistici, come sezione associata dell'IIS Medi-Livatino di San Bartolomeo in Galdo.
Nel comune è presente anche la scuola dell'infanzia paritaria "Suor Maria Cristina Brando".
 Biblioteca 
All'interno del Palazzo Lembo è presente la Biblioteca comunale Carusi, ricca di libri più antichi e anche di molti più recenti: da poco è diventata anche sede della Biblioteca Pizzico, che si occupa principalmente di attività rivolte a ragazzi e bambini

## Economia
Prodotti tipici del posto sono cereali, vino, olio e frutta, molto famoso, fra i vini, è il Moscato. Ha una superficie agricola utilizzata in ettari (ha) di 2285,63 (aggiornato al 2000) (Camera di Commercio di Benevento, dati e cifre, maggio 2007).

## Amministrazione
| Primo cittadino    | Inizio mandato | Fine mandato   | Carica  | Partito              | Note            |
| ------------------ | -------------- | -------------- | ------- | -------------------- | --------------- |
| Pasquale Genovese  | 1970           | 1980           | Sindaco | Lista civica         | 1º e 2º mandato |
| Biagio Riccardi    | 1980           | 3 giugno 1985  | Sindaco | Lista civica         |                 |
| Nicola Del Vecchio | 3 giugno 1985  | 24 aprile 1995 | Sindaco | Lista civica         | 1º e 2º mandato |
| Nicola Paolozza    | 24 aprile 1995 | 14 giugno 1999 | Sindaco | Lista civica         |                 |
| Nicola Del Vecchio | 14 giugno 1999 | 14 giugno 2009 | Sindaco | Lista civica         | 3º e 4º mandato |
| Domenico Canonico  | 14 giugno 2009 | 27 maggio 2019 | Sindaco | La nostra terra      | 1º e 2º mandato |
| Lucio Ferella      | 27 maggio 2019 | 10 giugno 2024 | Sindaco | Ricominciamo insieme |                 |
| Massimo Maddalena  | 10 giugno 2024 | In carica      | Sindaco | SiAmo Baselice       |                 |

### Altre informazioni amministrative
Fa parte della comunità montana del Fortore, ed appartiene alla regione agraria n. 2 - Alto Tammaro ed Alto Fortore.